# امانویل گلر
امانویل ساولیه‌ویچ گلر (روسی: Геллер, Эммануил Савельевич؛ ۲۴ ژوئیه ۱۹۱۴ – ۶ مه ۱۹۹۰) بازیگر تئاتر، سینما اهل جمهوری فدراتیو سوسیالیستی روسیه شوروی بود..
از فیلم‌ها یا مجموعه‌های تلویزیونی که وی در آن‌ها نقش داشته است می‌توان به ابله، آدم‌ربایی، به سبک قفقازی و دریاسالار ناخیموف اشاره نمود.
وی تا آخرین روزهای زندگی‌اش فعالیت می‌کرد و بابت هنرنمایی‌هایش، برندهٔ جایزهٔ «هنرمند شایسته جمهوری شوروی فدراتیو سوسیالیستی روسیه» شد.